# 푸아송 비

푸아송 비(Poisson's ratio)는 시메옹 푸아송의 이름을 딴 비율로, 재료가 인장력의 작용에 따라 그 방향으로 늘어날 때 가로 방향 변형도와 세로 방향 변형도 사이의 비율을 나타낸다. 이 값은 재료가 균질(homogeneous)하고, 등방성(isotropic) 또는 직교등방성(orthotropic)이며, 작용하는 축방향력이 재료 길이의 전 구간에서 일정할 때만 일정하다. 단축응력(uniaxial stress)을 받는 재료에 대해서 푸아송 비는 다음과 같다.
{\displaystyle \nu =-{\frac {\epsilon '}{\epsilon }}}
여기서 {\displaystyle \nu }는 푸아송 비, {\displaystyle \epsilon '}은 가로방향 변형도, {\displaystyle \epsilon }은 축방향 변형도이다. 일반적으로 가로방향 변형도와 축방향 변형도는 부호가 다르므로 푸아송 비는 양의 값을 갖는다. 대부분의 구조용 강 등의 재료는 0.2에서 0.3의 푸아송 비를 가지며 콘크리트의 경우는 0.1에서 0.2, 코르크는 거의 0에 가까운 푸아송 비를 갖는다. 외부 압력에 대해 부피가 변하지 않는 완전 비압축성 재료는 푸아송비의 이론적인 최댓값 0.5을 갖는다. 한편, 재료가 소성 항복을 하게 되면 푸아송 비는 증가하게 된다.

## 같이 보기
- 탄성 계수
- 재료역학

## 참고 문헌
- James M. Gere, Barry J. Goodno (2014). 《SI 재료역학》 8판. 센게이지 러닝 코리아. ISBN 978-89-6218-353-5.
- 한국강구조학회 (2017). 《강구조설계》. 구미서관. ISBN 978-89-8225-135-1.